# Marlon Pérez Arango
Marlon Alirio Pérez Arango (Támesis, 10 de janeiro de 1976 – El Carmen de Viboral, 4 de outubro de 2024) foi um ciclista de pista colombiano. Representou seu país, Colômbia, no ciclismo nos Jogos Olímpicos de Verão de 1996, 2000 e 2004.

## Morte
Pérez faleceu na madrugada de 4 de outubro de 2024, em um hospital de El Carmen de Viboral, após ser esfaqueado, várias vezes, na altura do pescoço.